# تاکو برنج
تاکو برنج (タコライス takoraisu) یک نمونه محبوب از غذاهای اوکیناوا است. این غذا شامل تاکو-گوشت چرخ کرده طعم دار شده که روی برنج سرو می‌شود، گاهی اوقات با پنیر رنده شده، کاهو رنده شده، گوجه فرنگی و سالسا سرو می‌شود.

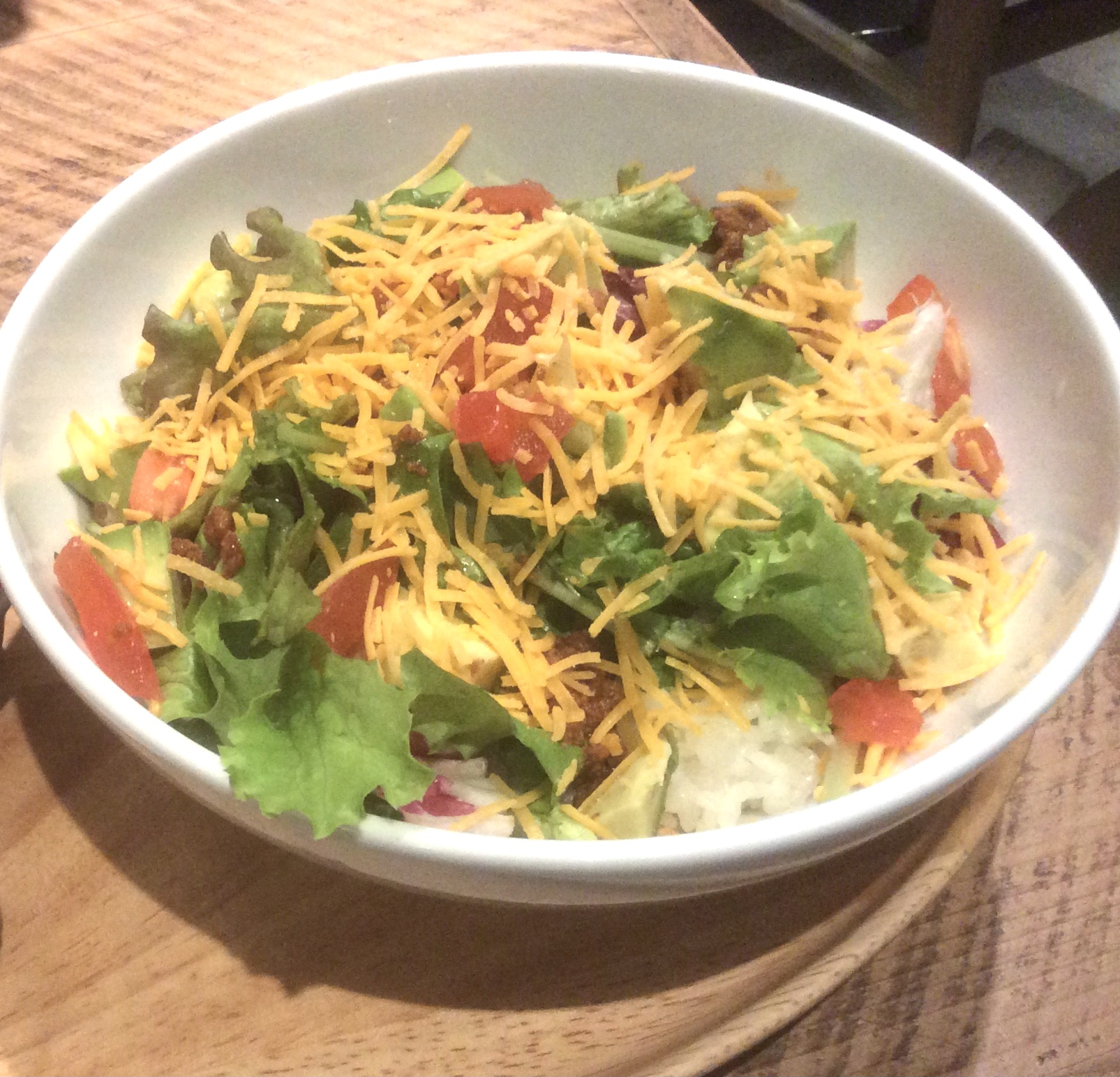
تاکو برنج اصلی با پنیر و سبزیجات از پارلور سنری

تاکوهای چارلی، که تاکوها را در پوسته‌های ساخته شده از آرد برنج سرو می‌کند، در سال ۱۹۵۶ به عنوان اولین «مکان تاکو» در اوکیناوا تأسیس شد. تاکو برنج در سال ۱۹۸۴ توسط ماتسوزو گیبو ایجاد شد و در دو کافه او به نام‌های پارلور سنری و کینگ تاکوس که فقط یک دقیقه از دروازه اصلی کمپ هانسن در کین، اوکیناوا قرار دارند، معرفی شد.
تاکو برنج یک غذای محبوب در میان پرسنل نظامی ایالات متحده مستقر در اوکیناوا به عنوان ناهار یا غذای آخر شب است. کی اف سی در طول دهه ۱۹۹۰ برای مدتی آن را در منوی خود در سراسر ژاپن قرار داد و یوشینویا، یک رستوران سراسری گیودون، آن را در رستوران‌های زنجیره ای در استان اوکیناوا سرو می‌کند. علاوه بر این، تاکو بل آن را به عنوان گزینه منو در رستوران زنجیره ای در منطقه شیبویا توکیو ارائه می‌دهد. این یکی از شناخته شده‌ترین غذاهای اوکیناوا در خارج از اوکیناوا است.
طعم تکس مکس گاهی اوقات با استفاده از سس سویا، میرین و ساکی جایگزین می‌شود. گاهی با برنج در رول تورتیلا سرو می‌شود.